# Per Teodor Cleve

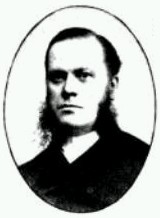
Per Teodor Cleve

Per Teodor Cleve (sinh 10.2.1840 tại Stockholm; từ trần 18.6.1905 tại Uppsala) là một nhà hóa học và địa chất học người Thụy Điển.

## Cuộc đời và Sự nghiệp
Ông là con của Frederik Teodor Cleve và Ulrika Sophia Glansberg. Gia tộc Cleve gốc Đức. Cụ nội của Per là F.A.Cleve sang Thụy Điển trong thập niên 1760.
Ông tốt nghiệp bằng trung học phổ thông ở Stockholm năm 1858, sau đó ghi tên theo học ở Đại học Uppsala từ tháng 5 cùng năm, và đậu bằng tiến sĩ năm 1863.
Sau thời gian làm việc ở đại học Uppsala và các chuyến du hành châu Âu cùng Bắc Mỹ, ông được bổ nhiệm làm giáo sư tổng quát và hóa học nông nghiệp ở đại học Uppsala năm 1874.
Cleve đã khám phá ra các nguyên tố holmi và thulium năm 1879. Năm 1874, ông kết luận rằng didymium về thực chất là 2 nguyên tố, ngày nay gọi là neodymi và praseodymi.
Khoáng chất cleveite được nhà địa chất học Adolf Erik Nordenskiöld đặt theo tên ông năm 1878 để vinh danh ông.
Cleve là cha của nhà thực vật học kiêm hóa học Astrid Cleve và là ông ngoại của Ulf von Euler (con của Astrid Cleve), nhà sinh lý học kiêm dược lý học đã đoạt giải Nobel Sinh lý và Y khoa năm 1970.
Ông kết hôn với nhà văn Caralma Öhbom năm 1874. Họ có ba người con: Astrid Cleve, Agnes Cleve-Jon-And, và Célie Brunius.

## Vinh dự
- Viện sĩ Viện Hàn lân Khoa học Hoàng gia Thụy Điển năm 1871
- Hội viên Hội Khoa học Hoàng gia tại Uppsala, năm 1875
- Hội viên Hội Khoa học Đan Mạch, năm 1880
- Hội viên Hội Địa văn học Hoàng gia tại Lund, năm 1882
- Hội viên Hội Khoa học Na Uy năm 1892
- Huy chương Davy của Royal Society năm 1894[1]
- Hội viên danh dự Hội Vi sinh vật học Hoàng gia, năm 1879
- Hội viên danh dự Hội Hóa học Hoàng gia, năm 1883
- Hội viên danh dự Royal Society (London) năm 1904
- Tiến sĩ danh dự (luật học) đại học Glasgow
- Phát ngôn viên Ủy ban giải Nobel Hóa học 1900-1905

## Các tác phẩm
- Lärobok i kemi (Sách giá khoa Hóa học, 3 quyển 1872-75; ấn bản mới quyển 1 năm 1877, và quyển 2 năm 1888)
- Om stenkol (i "Ur vår tids forskning", 1872; andra upplagan 1874)
- Om korallerna (i "Ur vår tids forskning", 1873)
- Kort lärobok i oorganisk och organisk kemi för begynnare (1874; fjärde omarbetade upplagan "Lärobok i kemiens grunder", 1899)
- Kemiskt handlexikon (1883)
- Qvalitativ kemisk analys (1885; tredje upplagan 1900)
- Carl Wilhelm Scheele (minnesskrift, 1886)
- A Treatise on the Phytoplankton (1897)
- The Seasonal Distribution of Atlantic Plankton Organisms (1901)
- Les variations annuelles de l'eau de surface de l'ocean atlantique (1901, tillsammans med G. Ekman och O. Pettersson)